# Ráchi (ort i Grekland, Epirus)
Ráchi är en ort i Grekland.   Den ligger i prefekturen Nomós Ártas och regionen Epirus, i den centrala delen av landet, 270 km nordväst om huvudstaden Aten. Ráchi ligger 12 meter över havet och antalet invånare är 705.
Terrängen runt Ráchi är platt åt sydost, men åt nordväst är den kuperad. Runt Ráchi är det ganska glesbefolkat, med 39 invånare per kvadratkilometer. Närmaste större samhälle är Arta, 9,4 km nordost om Ráchi. Trakten runt Ráchi består till största delen av jordbruksmark.